# Parroquia de Saint Mark
Saint Mark es la parroquia más pequeña respecto área y población en Granada. El principal pueblo es el puerto pesquero de Victoria.
- Datos: Q1291077
- Multimedia: Saint Mark Parish, Grenada / Q1291077